# Circolo Golf Bogogno
De Circolo Golf Bogogno is een golfclub in Piëmont, Italië.

## De golfbaan
De golfclub werd in 1997 geopend en beschikt over twee 18-holes golfbanen, die beiden door Robert von Hage ontworpen zijn.

#### Del Conte
De Del Conte baan (par 72) heeft het karakter van een links-baan. Hij is vlak en open, waardoor de speler mooi uitzicht heeft op de Monte Rosa bergketen. Dit is een van de acht banen waar de eerste kwalificatieronde (Stage 1) van de Tourschool wordt gespeeld.

#### Bonora
De Bonora baan (par 72) is een parkbaan in een heuvelachtig landschap van het Ticino Park.

## Resort
Te midden van de twee banen van Bogogno worden door twee Franse architecten, François Spoerry en George Bretones, vier groepen huizen gebouwd. Bogogno ligt bijna een uur rijden vanaf Milaan.